# Piloty-Robinson-Pyrrolsynthese
Die Piloty-Robinson-Pyrrolsynthese, auch bekannt als Piloty-Robinson-Synthese, Piloty-Pyrrolsynthese oder Piloty-Robinson-Reaktion, ist eine Namensreaktion der organischen Chemie. Benannt wurde die Reaktion nach dem deutschen Chemiker Oskar Piloty, der sie im Jahre 1910 veröffentlichte, dem englischen Chemiker und Nobelpreisträger Robert Robinson (1886–1975) und dessen Frau Gertrude Maud Robinson (1886–1954). Diese untersuchten die Reaktion vor allem im Hinblick auf den Reaktionsmechanismus. Mit Hilfe der Reaktion lassen sich Pyrrole aus Azinen synthetisieren.

## Übersicht
In Gegenwart einer katalytischen Menge einer Brønsted-Säure (z. B. HCl) reagieren Azine unter Wärmezufuhr und Ammoniakabspaltung zu Pyrrolderivaten.

R^{1} = H, Alkylgruppe, Arylgruppe; R^{2} = Aklylgruppe, Arylgruppe

Anstelle einer Brønsted-Säure kann auch eine Lewis-Säure verwendet werden. Im Falle von aliphatischen Azinen als Edukt können bei dieser Reaktion Pyrazoline als Nebenprodukt entstehen.

## Mechanismus

Mechanismus der Piloty-Robinson-Pyrrolsynthese; R^{1} = Wasserstoff, Alkylgruppe, Arylgruppe; R^{2} = Aklylgruppe, Arylgruppe

Zunächst werden beide Stickstoffatome des Azins 1 protoniert. Anschließend werden unter Abspaltung von zwei Protonen zwei C=C-Doppelbindungen ausgebildet 2. Eine Umlagerung von Elektronen 3 führt zur Neuausbildung einer C-C-Bindung unter gleichzeitiger Spaltung der N-N-Bindung. Es entsteht ein Diimin 4. Durch Protonierung der Iminfunktionen entsteht über die Zwischenstufe 5 das Iminiumion 6, das auch eine Enamingruppe enthält. Die Aminogruppe 6 greift nun intramolekular nucleophil das Kohlenstoffatom des Iminiumions an. In dem so gebildeten Fünfring 7 spaltet sich unter Ausbildung einer Doppelbindung Ammoniak (NH3) ab. Abschließend wird aus dem Kation 8 ein Proton abgespalten und es entsteht unter Aromatisierung das Pyrrolderivat 9.